# Frans Fritschy

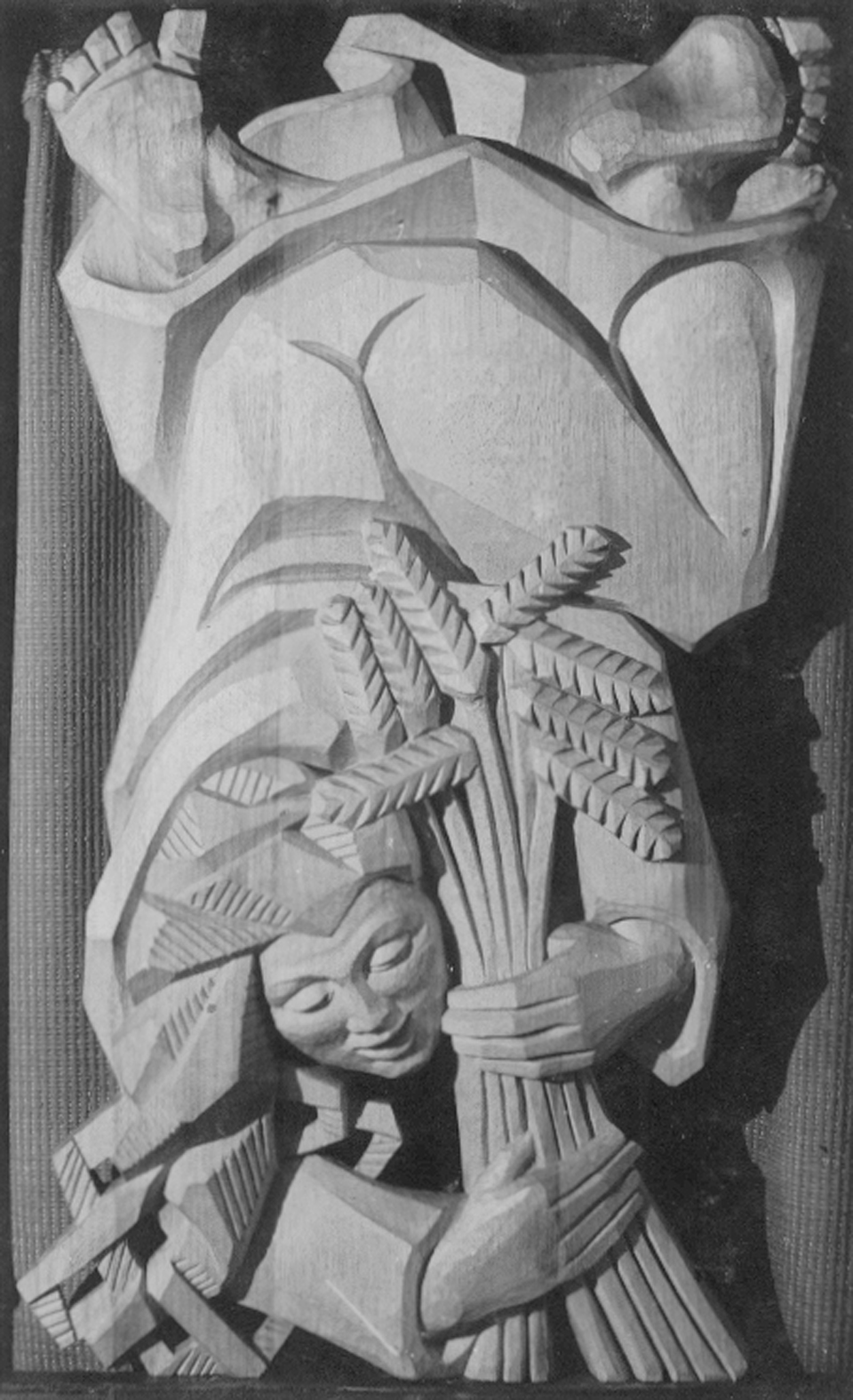
Engel met korenaren (1954); een van de zes communiebankpanelen voor de kapel van het Zeemanshuis in Rotterdam, (huidige verblijfplaats onbekend)

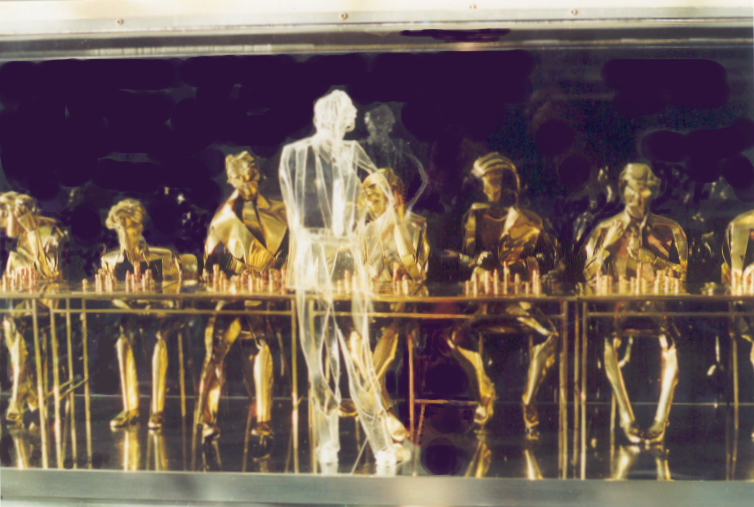
Schaaksimultaanseance (1976-1992; detail) in messing en perspex

Franciscus Wilhelmus Maria (Frans) Fritschy (Rotterdam, 12 augustus 1920 - Oegstgeest, 2 maart 2010) was een Nederlandse beeldhouwer. 

## Leven en werk
Fritschy was de jongste zoon in een katholiek gezin van negen  kinderen en een kleinzoon van de eigenaar van het toentertijd bekende ‘café-restaurant Fritschy’ aan de Maas in Rotterdam. Hij trouwde in 1948 met Gerda Hollander, met wie hij vier kinderen kreeg, en overleed op 2 maart 2010 in een verpleeghuis in Oegstgeest.

### Opleiding, exposities en leraarschap
Van 1940 tot 1944 volgde hij de opleiding beeldhouwen en boetseren aan de Academie voor Beeldende Kunsten (thans Willem de Kooning-academie) te Rotterdam onder leiding van de beeldhouwer Gerard Hoppen (1885-1956). Hij won in 1946 de zilveren medaille (hoogste onderscheiding) in de door deze academie uitgeschreven wedstrijd voor tijdens de oorlog afgestudeerden. In datzelfde jaar vestigde hij zich als vrij kunstenaar met een atelier aan het Oosteinde 12A in Rotterdam. Van 1943 tot 1948 gaf hij daarnaast cursussen aan de Glasfabriek te Leerdam. Samen met Mari Andriessen, Charles Vos, Cephas Stauthamer, Nic. Tummers, Geurt Brinkgreve, Wim Harzing en Wim van Hoorn nam hij in 1949 deel aan de Derde Tentoonstelling van Hedendaagse Religieuze Kunst van 'Pro Arte Christiana' in Heerlen. Eind 1953 exposeerde hij met Johan van Berkel, Wim Chabot, Thomas Nix, Kees van der Laan, George Notenboom, Adriaan van der Plas, Antoon Winkel, Maria Winkel-Hendriks en Bob Zijlmans in het Groothandelsgebouw in Rotterdam. Ondanks de waardering voor zijn werk door vakgenoten en recensenten slaagde hij er niet in om als vrij kunstenaar in zijn levensonderhoud te voorzien. Tot 1954 leefde hij met zijn gezin in diepe armoede. In 1954 verwierf hij echter een aanstelling als leraar beeldhouwen en boetseren aan de Academie voor Beeldende Kunsten te Rotterdam, waar hij tot  zijn pensionering in 1982 werkzaam bleef. Tot zijn leerlingen behoorde onder meer de Rotterdamse beeldhouwer Ton Voortman. Sinds 1954 had hij zijn atelier aan huis in de Voorschoterlaan 39a in Rotterdam. In 1960 exposeerde hij in het gebouw van Het Vrije Volk in Rotterdam met onder meer een opvallende 'Tramhalte met wachtenden' gemaakt uit stukjes conservenblik.

### Beeldhouwwerk
Fritschy maakte aanvankelijk veel klein genre-achtig werk in terracotta en hout waarin vooral de adequate weergave opvalt van de expressiviteit van het menselijk lichaam in gewone dagelijkse situaties. Daarnaast maakte hij beeldhouwwerk voor enkele bedrijven in Rotterdam en daarbuiten (het Centraal Bodehuis, de NABEK, het Gemeentelijk Waterleidingbedrijf), klein werk en portretten voor particulieren, religieus werk voor enkele katholieke scholen (het Franciscuscollege en de Nicolaas Witsenschool te Rotterdam, het St. Catharina-lyceum, thans Pleincollege van Maerlant in Eindhoven), de H.H. Laurentius en Elizabeth, de RK kathedraal van Rotterdam, en werk voor het RK Zeemanshuis Stella Maris. Helaas is van de fraaie eikenhouten communiebankpanelen, die hij in 1954 maakte voor de kapel van het nieuwe gebouw van dit Zeemanshuis aan de Willemskade (gebouwd in 1952/3; architecten A. Buys en H. Nefkens) de huidige verblijfplaats onbekend. Wel bewaard bleven het monument bij de zeemansgraven op de RK begraafplaats Sint Laurentius in Rotterdam (1957) en het Lam Gods in het plantsoen bij de Raadhuislaan dat hij in 1962 maakte in opdracht van de gemeente Mijdrecht. Zijn vroegste werk vertoont enige invloed van Mendes da Costa en Willem van Konijnenburg. Vanaf ongeveer 1954 ontwikkelde hij, mede onder invloed van de architect-schilder Thomas Nix, een veel krachtiger nieuwe eigen stijl, met als eerste duidelijke exponent het twee meter hoge Sint Catharina-beeld in de hal van het huidige Pleincollege Van Maerlant in Eindhoven dat in 1954 als Catharina-lyceum gebouwd werd door Thomas Nix. 
In de loop van de jaren zestig raakte hij in een crisis en maakte hij een aantal jaren vrijwel geen nieuw werk meer. Rond 1975 hernam hij zich. Hij ontwikkelde een nieuwe stijl, werkte in nieuwe materialen, in het bijzonder messing (geel koper) en perspex, met als hoogtepunt een 'Schaaksimultaanseance' in een 2,60 m lange perspex vitrine met twintig in koperkrullen schetsmatig aangeduide spelers in karakteristieke poses en een grootmeester in perspex (begonnen 1976, voltooid 1992).